# (9818) Eurymaque
(9818) Eurymaque, désignation internationale (9818) Eurymachos, est un astéroïde troyen jovien.

## Description
(9818) Eurymaque est un astéroïde troyen jovien, camp grec, c'est-à-dire situé au point de Lagrange L4 du système Soleil-Jupiter. Il présente une orbite caractérisée par un demi-grand axe de 5,219 UA, une excentricité de 0,004 et une inclinaison de 7,5° par rapport à l'écliptique.
Il est nommé en référence au personnage de la mythologie grecque Eurymaque, acteur du conflit légendaire de la guerre de Troie.

## Compléments